# Karl Rankl
Karl Rankl est un chef d'orchestre et compositeur autrichien, né le 1er octobre 1898 et mort le 6 septembre 1968.

## Biographie
Il étudie avec Arnold Schönberg de 1918 à 1922. Il devient chef de chœur au Volksoper de Vienne puis chef d'orchestre assistant. Il assiste Otto Klemperer au Krolloper de Berlin et dirigea à  Wiesbaden et Graz.
Durant la Seconde Guerre mondiale, Rankl s'exile en Angleterre et travaille au Royal Opera House, à Covent Garden, de 1946 à 1951, avec l'assistance de Reginald Goodall, dont la valeur était selon lui mésestimée.

## Arrangement
Avec Hanns Eisler, Karl Rankl a composé un arrangement pour orchestre de chambre de la symphonie n° 7 d'Anton Bruckner.